# 細表橋
細表橋（ほそおもてはし）は、福島県郡山市にある道路橋である。

## 概要
- 全長：191.45m
- 幅員：3.5m
- 竣工：1961年[1]

郡山市街地南部にて一級水系阿武隈川を渡り、一般市道八作内小原田一丁目線を通す6径間の桁橋である。1961年11月1日に供用が開始された。東詰は石塚、西詰は小原田二丁目に位置する。橋上は幅員狭小の上、橋の前後に建てられているポールなどでさらに幅が狭められており、車道外側線や路側帯もなく、最大幅員2.6mの規制が行われている。車両の行き違いは不可能であるが、一方通行などの規制は行われていない。東詰側では堤防を上ってきた車道が直角に屈曲し当橋梁へ侵入する線形を取り、西詰では堤防上の道路との十字路が存在する。また、橋梁下側の河川敷を福島県道372号須賀川二本松自転車道線（みちのく自転車道）が潜り抜ける。

## 沿革
郡山盆地を流れる阿武隈川はもともと蛇行を繰り返す流路を取っており、当地付近（南東側の屈曲部であった）には1878年に小原田の渡しが置かれた。1922年から1925年にかけ、頻発する水害の対策のため国直轄事業として行われた河川改修工事に伴う捷水路の建設によって、直線的な河道に置き換えられ渡船場の位置は三日月湖となったのちに陸上となる。1961年に西岸の郡山市街地方面と東岸の農地を結ぶ農道として当橋梁が建設された。
1981年度より当橋梁の整備事業として上流側に新たな橋梁が建設され、中央大橋と命名された。

## 周辺
- 郡山中央工業団地
  - パナソニックインダストリー 郡山事業所
- 郡山市立小原田中学校

## 隣の橋
- 阿武隈川

（上流） - 金山橋 - 中央大橋 - 細表橋 - 行合橋 - 安原橋 - （下流）